# دسای ۲۴۵۲۶
سیارک ۲۴۵۲۶ (به انگلیسی: 24526 Desai، نامگذاری:2001CA5) بیست و چهار هزار و پانصد و بیست و ششمین سیارک کشف شده‌است که در ۱ فوریه ۲۰۰۱ کشف شد.
قدر مطلق سیارک برابر ۹.۸ است.